# Moscow (Kansas)
Moscow és una població dels Estats Units a l'estat de Kansas. Segons el cens del 2000 tenia 247 habitants.

## Demografia
Segons el cens del 2000, Moscow tenia 247 habitants, 96 habitatges, i 67 famílies. La densitat de població era de 561 habitants/km².
Dels 96 habitatges en un 39,6% hi vivien nens de menys de 18 anys, en un 58,3% hi vivien parelles casades, en un 6,3% dones solteres, i en un 30,2% no eren unitats familiars. En el 28,1% dels habitatges hi vivien persones soles el 13,5% de les quals corresponia a persones de 65 anys o més que vivien soles. El nombre mitjà de persones vivint en cada habitatge era de 2,57 i el nombre mitjà de persones que vivien en cada família era de 3,18.
Per edats la població es repartia de la següent manera: un 30% tenia menys de 18 anys, un 9,7% entre 18 i 24, un 28,3% entre 25 i 44, un 19,4% de 45 a 60 i un 12,6% 65 anys o més.
L'edat mediana era de 31 anys. Per cada 100 dones de 18 o més anys hi havia 94,4 homes.
Entorn del 7,9% de les famílies i el 7,7% de la població estaven per davall del llindar de pobresa.

## Poblacions més properes
El següent diagrama mostra les poblacions més properes.